# ГКПП Хоргош-Рьоске
Хоргош-Рьоске е гранично контролен-пропускателен пункт между Република Сърбия и Унгарската република. През него минава главната пътна артерия Белград - Будапеща и е един от най-натоварените в Европа, тъй като пътят E75 е свързан със Западна Европа. Името на граничния пункт идва от близките гранични села - Хоргош в Сърбия и Рьоске в Унгария.
През месец август 2006 г. е открит новият пункт от сръбската страна.